# Christer Jonasson Tolv
Christer Jonasson Tolv är en svensk musiker och låtskrivare född 20 juli 1951 i Döderhult i Kalmar län. 
Jonasson Tolv tillhörde den fria teatergruppen Fria Proteatern under 70-talet. Det var där han blev bekant med musikern Anders Forsslund, och tillsammans med Mats Klingström bildade de FJK 1981. Jonasson Tolv var även medlem i Höj Rösten.
FJK upphörde att producera nytt material 1996 och därefter har Jonasson Tolv arbetat tillsammans med en lång rad andra artister bl.a. Kjell Höglund, Christine Hellqvist, Mikael Samuelson, Ice Quartet, AFT, Maria Blom och Annika Fehling.
FJK har dock återförenats med jämna mellanrum, sommartid gör de bejublade konserter på skärgårdsbåten Blidösund.

## Diskografi (urval)
- 1982 – Kungens kobra (FJK)
- 1983 – Rakt ut ur natten (FJK)
- 1984 – Schlager och hits (FJK)
- 1986 – Radja (FJK)
- 1994 – Ballader (FJK)
- 1992 – Floden går djup (FJK)
- 2007 - 007 (FJK)
- 2010 - Christer Jonasson (CD album)
- 2019 - Fyra sånger (EP)
- 2020 - In the universe (AFT album)
- 2021 - still (AFT album)